# Mohamed Mallal
Mohamed Mallal (Ouarzazate, 1965) è un cantautore, poeta, fumettista, produttore discografico, artista, pittore e militante berbero con cittadinanza marocchina.

## Biografia
Mohamed Mallal è nato nel 1965 a Tamlalt un piccolo villaggio nella valle di Boumalne Dades nella provincia di Ouarzazate nel sud-est del Marocco.
Ha frequentato le scuole primarie e secondarie a Ouarzazate. Nel 1987 nella facoltà di Agadir si laureò nella specialistica in Storia dell'arte.
Nel 2007 a Ouarzazate fondò l'associazione ART TAZRA.
Da molto tempo è docente di discipline pittoriche al collegio Al Mansour Addahbi di Ouarzazate.

## Band
- Moha Mallal
- Abdelhak Mabrouk
- Said Mourad
- Driss Mallal
- Mustapha Jabraoui
- Amine Blal

## Poesie
- Amnnagh (Il combattente), Ouarzazate 2006
- Tilelli (Libertà), Ouarzazate 2007
- Turud ka (Scrivimi qualcosa), Ouarzazate 2007
- Asfru (Poesia), Ouarzazate 2007
- Tadggwatt n tmeghra, Ouarzazate 2008
- Targwa, Ouarzazate 2008
- Bu irefsan, Ouarzazate 2009
- Amersal (Terra salata), Ouarzazate 2009
- Tiwikid, Ouarzazate 2009
- Yaghuld Aseggwas (è ritornato l'anno), Ouarzazate 2009

### Altre poesie
- Amelmad amazigh, (Studente berbero)
- Digh urta, (Sono andato)
- Da smmektaygh, (Penso)
- Iddad iddu, (è venuto ed è andato, poesia dedicata a Nba)

## Discografia
- Asid n Dades  (la luce di Dades) 1997;
- Sellagh  (ho sentito) 1997;
- Timelellay  2001 ;
- Uyema Atwareg  (fratello tuareg) 2003 ;
- Azmul  (ferita) 2005 ;
- Angi  2007.
- Azwu (vento) 2009.
- Amersal (terra salata) 2010.